# Étoile de Bessèges 2007
La 37e édition de la course cycliste Étoile de Bessèges a eu lieu du 7 février au 11 février 2007.

## La course
Le vainqueur du classement général de cette édition est le coureur belge Nick Nuyens, de l'équipe française Cofidis, devant le Biélorusse Vasil Kiryienka de l'équipe Tinkoff Credit Systems et du Belge Preben Van Hecke de l'équipe Predictor-Lotto, habitué du podium de l'Étoile puisqu'il occupait la deuxième place du classement général de l'édition précédente.
La première des cinq étapes, qui se courait le 7 février en 148 kilomètres de Pézenas à Palavas-les-Flots vit les coureurs face à la pluie et au vent agrémentés d'épisodes de grêle. Elle fut remportée au sprint par l'italien Angelo Furlan de l'équipe française Crédit agricole.
Le deuxième (Nîmes - Saint-Ambroix, 149 km) fut remportée par l'Australien Baden Cooke, détaché à deux secondes devant le peloton, qui courait avec un maillot portant un point d'interrogation en lieu et place du nom de son équipe, Unibet.com, ceci en raison d'une procédure judiciaire relative à la législation des paris en France.
La troisième se courait de Cendras à La Grand-Combe en 138 kilomètres. Elle vit la victoire du Belge Nick Nuyens, de l'équipe française Cofidis, échappé en compagnie du Biélorusse Vasil Kiryienka (Tinkoff Credit Systems) et du Belge Preben Van Hecke (Predictor-Lotto). Cette victoire permit à Nick Nuyens d'accéder à la première place du classement général.
La quatrième se déroula autour des Fumades en 151 kilomètres. Elle fut remportée par le Français Christophe Mengin de La Française des jeux détaché à deux secondes devant le peloton.
La cinquième et dernière étape se déroula le 11 février. Elle partait de Gagnières pour rallier Bessèges en 148 kilomètres et fut remportée par le Français Sébastien Chavanel de La Française des jeux, équipe qui remportait donc une deuxième étape, après le succès de Christophe Mengin, la veille.

## Les étapes
| Détail    | Date       | Villes étapes               | km  | Vainqueur d'étape  | Leader du classement général |
| 1re étape | 7 février  | Pézenas - Palavas-les-Flots | 148 | Angelo Furlan      | Angelo Furlan                |
| 2e étape  | 8 février  | Nîmes - St-Ambroix          | 149 | Baden Cooke        | Baden Cooke                  |
| 3e étape  | 9 février  | Cendras - La Grand-Combe    | 139 | Nick Nuyens        | Nick Nuyens                  |
| 4e étape  | 10 février | Les Fumades - Les Fumades   | 151 | Christophe Mengin  | Nick Nuyens                  |
| 5e étape  | 11 février | Gagnières - Bessèges        | 148 | Sébastien Chavanel | Nick Nuyens                  |

## Classement général
| Classement général final | Classement général final | Classement général final | Classement général final |
| ------------------------ | ------------------------ | ------------------------ | ------------------------ |
| 1.                       | Nick Nuyens              | Belgique                 |                          |
| 2.                       | Vasil Kiryienka          | Biélorussie              | 8 s                      |
| 3.                       | Preben Van Hecke         | Belgique                 | 10 s                     |
| 4.                       | Kevin De Weert           | Belgique                 | 18 s                     |
| 5.                       | Sébastien Minard         | France                   | 39 s                     |
| 6.                       | Geoffroy Lequatre        | France                   | 42 s                     |
| 7.                       | Laurent Brochard         | France                   | 44 s                     |
| 8.                       | Jukka Vastaranta         | Finlande                 | 44 s                     |
| 9.                       | Baden Cooke              | Australie                | 48 s                     |
| 10.                      | Pieter Mertens           | Belgique                 | 55 s                     |